# Francisco M. de Olaguíbel
Francisco Modesto de Olaguíbel (Ciudad de México, 6 de noviembre de 1874-Ciudad de México, 14 de diciembre de 1924) fue un abogado, político, periodista, escritor, profesor y académico mexicano que se desempeñó como procurador general de la República de enero a diciembre de 1914 en los gobiernos de Victoriano Huerta y Francisco S. Carvajal.

## Estudios
Su abuelo, Francisco Modesto de Olaguíbel Martinón, fue gobernador del Estado de México de 1846 a 1848. Fue hijo de Manuel de Olaguíbel —magistrado, escritor y discípulo de Ignacio Manuel Altamirano— y sobrino de José Juan Tablada.
Realizó sus primero estudios en la Ciudad de México. Por motivos laborales de su padre, continuó sus estudios en Toluca. Fue en esta ciudad donde comenzó a realizar sus publicaciones periodísticas en El Clarín, La Tribuna y La Gaceta del Gobierno. En 1900, obtuvo el título de abogado en la Escuela Nacional de Jurisprudencia.

## Docencia
Durante su estancia en Toluca, impartió clases en el Instituto Científico y Literario de Toluca, y en la Escuela Normal para Señoritas. Años más tarde, en la Ciudad de México, impartió clases de historia universal, historia de México y literatura española en la Escuela Superior de Comercio y en la Escuela Nacional Preparatoria.

## Abogado y político
Fue agente del Ministerio Público. En 1907, destacó como abogado cuando participó como fiscal en el caso del asesinato del expresidente guatemalteco Manuel Lisandro Barillas ocurrido en México. Fue subsecretario de Relaciones Exteriores. Fue diputado local y federal de varias legislaturas durante los periodos presidenciales de Porfirio Díaz, Francisco I. Madero y Victoriano Huerta. Fue un destacado orador, algunos de sus discursos están incluidos en el Diario de Debates del Congreso de la Unión. 
Siendo diputado de la XXVI Legislatura —en compañía de José María Lozano, Nemesio García Naranjo y Querido Moheno— formó el grupo conocido como el Cuadrilátero, el cual realizaba fuertes críticas al régimen maderista exagerando las noticias de las rebeliones zapatistas y de la bancarrota del gobierno. En octubre de 1912 salvo mediante un amparo a Félix Díaz, quien había sido llevado sometido a un Consejo de Guerra por haberse levantado en armas 
Este grupo confrontó al Bloque Renovador conformado por Luis Cabrera Lobato, Serapio Rendón, Jesús Urueta, Roque González Garza, Enrique Bordes Mangel y Francisco Escudero.

## Escritor y académico
Además de colaborar en los periódicos de Toluca durante su juventud, publicó en la Revista Azul la cual era dirigida por Manuel Gutiérrez Nájera y Carlos Díaz Dufoo. Fue uno de los escritores fundadores de la Revista Moderna. Hacia finales del porfiriato formó parte del grupo bohemio conocido como La Horda, de cuyos integrantes se distinguieron Jesús Urueta, Diódoro Batalla, José María Lozano, Rafael Zubaran Capmany, Nemesio García Naranjo, Hipólito Olea, Alfonso Teja Zabre, Ricardo Gómez Robelo y Jesús T. Acevedo.
Participó en la polémica generada por la publicación de Misa negra de José Juan Tablada. Por otra parte, su obra Oro y negro causó una controversia entre Victoriano Salado Álvarez y los defensores del modernismo,entre ellos Amado Nervo, José Juan Tablada y Jesús E. Valenzuela, a su vez, la obra fue elogiada por Leopoldo Lugones y criticada por Andrés Molina Enríquez quien la consideró «purista y decadente». En su obra se distinguen rasgos modernistas, naturalistas y románticos. Fue elegido miembro correspondiente de la Academia Mexicana de la Lengua. Durante los últimos años de su vida colaboró para el periódico El Universal. Murió el 14 de diciembre de 1924 en la Ciudad de México.

## Obras publicadas
- Cuentos frívolos
- ¡Pobre bebé!, novela, obra premiada por el concurso literario de El Universal, 1894.
- Oro y negro, poemas, 1897, reeditado en 1978.
- Canciones de Bohemia, poesía romántica, 1905.
- Rosas de amor y de dolor, poesía romántica, 1917.